# 붉은뺨멧새
붉은뺨멧새(grey-headed bunting, grey-hooded bunting, chestnut-eared bunting)는 멧새과에 속하며 학명은 Emberiza fucata이다. 몸길이는 약 16cm이고, 머리는 회색 바탕에 검은색 줄무늬가 있다. 뺨은 적갈색이며, 수컷이 암컷보다 적갈색이 뚜렷하다. 가슴에 가로로 불규칙하게 밤색 띠가 있으며, 배는 흰색이다. 얕은 산이나 풀밭에 서식하며, 나뭇가지에 가는 풀줄기와 뿌리 등을 엮어 밥그릇 모양의 둥지를 짓는다. 산란기는 5-7월이며, 암컷은 3-6개의 알을 낳는데, 알은 엷은 푸른색에 갈색 반점이 있다. 여름에는 곤충과 거미를 잡아먹고 겨울에는 식물성 먹이를 먹는다. 한국·일본·중국·러시아에서 번식하고, 동남아시아에서 월동한다.

## 각주

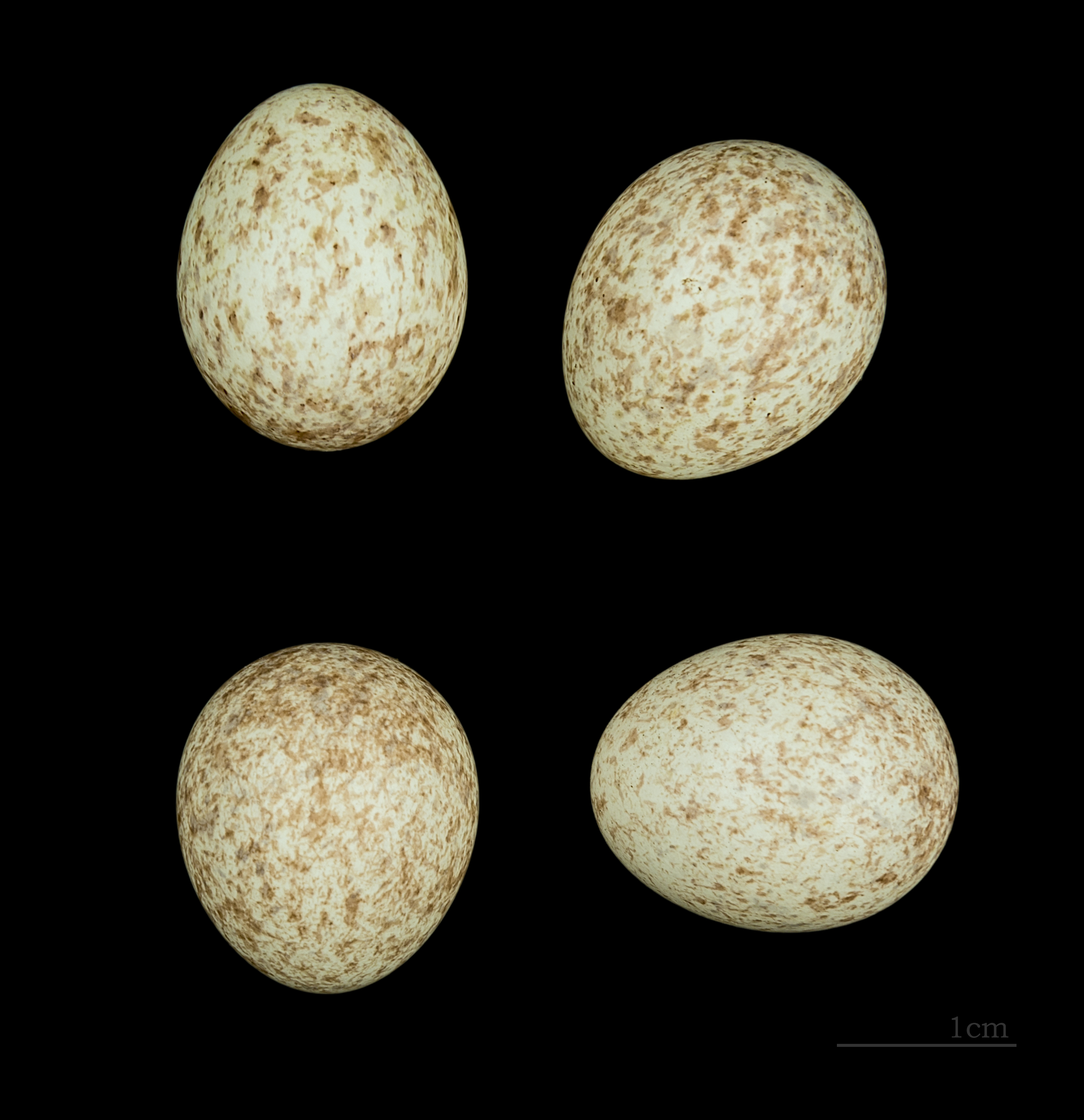
알